# Даниел Килер
Даниел Килер (на испански: Daniel Killer) е аржентински футболист, защитник.

## Кариера
Килер започва футболната си кариера през 1970 г. в отбора от родния си град Росарио Сентрал, където се присъединява и брат му Марио през 1972 г.
Килер също преинава през Велес Сарсфийлд, Естудиантес, Унион. Играе и в големия съперник на Росарио Сентрал - Нюелс Олд Бойс. Той приключва кариерата си в отбора от ниските дивизии Архентино де Росарио.
Притежава малък футболен комплекс в западната част на родния си град.

## Отличия

### Отборни
Росарио Сентрал
- Примера дивисион: 1971 (Н), 1973 (Н)

### Международни
Аржентина
- Световно първенство по футбол: 1978[5][6]